# Djanggaus
Djanggaus eller Dianggawuls är hos urinvånarna i västra Arnhem Land i norra Australien två systrar som lät befolka de trakter där dessa urinvånare bor.